# Aglaonema
Aglaonema is de botanische naam van een geslacht van eenzaadlobbige planten. Deze naam is afgeleid uit het Oudgrieks: ἀγλαός, aglaos, schitterend, en νῆμα, nēma, draad. De schitterende draden zouden dan de meeldraden zijn.
De circa 50 soorten stammen uit Oost-Azië, voornamelijk uit Indonesië, Malakka, Thailand, de Filipijnen en Sri Lanka, waar ze in de vochtige en schemerige wouden groeien.
Aglaonema-soorten zijn struik- tot boomachtige, groen- en overblijvende, opgaande planten. De overgrote meerderheid heeft een getekend, bont blad. De bloeiwijze bestaat uit een schutblat - spatha - en een bloeikolf, waarbij de kleine bloemen zeer compact rondom een vlezige spil - spadix - staan. In verhouding tot de bladeren zijn de bloeiwijzen klein. Na bevruchting verschijnen aan enkele soorten gekleurde vruchten.
De planten worden veel gebruikt als kamerplanten omdat ze makkelijk te onderhouden zijn en goed tegen schaduw kunnen. In tuincentra, bloemisterijen e.d. worden een aantal cultivars aangeboden die speciaal geweekt zijn als kamerplant.
Aglaonema wordt ook genoemd in een (door NASA samengestelde) lijst van planten (NASA Clean Air Study), die zeer geschikt zijn als luchtfilterende planten. Een recentere studie laat echter blijken dat kamerplanten geen significante invloed hebben op de luchtkwaliteit in een huishouden tenzij in groten getale toegepast.

## Enkele soorten
- Aglaonema brevispathum
- Aglaonema commutatum
- Aglaonema costatum
- Aglaonema crispum
- Aglaonema hookerianum
- Aglaonema modestum
- Aglaonema nebulosum
- Aglaonema nitidum
- Aglaonema pictum
- Aglaonema rotundum
- Aglaonema siamense
- Aglaonema simplex